# Tapeinosperma pseudojambosa
Tapeinosperma pseudojambosa (F.Muell.) Mez – gatunek roślin z rodziny pierwiosnkowatych (Primulaceae). Występuje naturalnie w Australii – w stanach Nowa Południowa Walia i Queensland. 

## Morfologia
PokrójZimozielony krzew dorastający do 3 m wysokości.
LiścieNiby okółkowe. Blaszka liściowa ma lancetowaty kształt. Mierzy 5–20 cm długości oraz 1,5–4 cm szerokości, jest całobrzega, ma zbiegającą po ogonku nasadę i ostry wierzchołek. Ogonek liściowy jest nagi.
KwiatyZebrane w wiechach wyrastających niemal na szczytach pędów.
OwocePestkowce mierzące 7-9 mm średnicy, o jajowatym kształcie i czerwonej barwie.

## Biologia i ekologia
Rośnie w lasach. 